# Don't Cry
„Don’t Cry“ je píseň americké rockové skupiny Guns N' Roses. Vyšla ve dvou verzích, které vyšly současně na dvou různých albech. Původní verze se nachází na Use Your Illusion I jako v pořadí čtvrtá skladba, verze s alternativním textem je třináctou skladbou na Use Your Illusion II. Obě verze se navzájem liší zejména textem slok a mírné rozdíly jsou i v tempu a melodii. Skupina napsala i třetí verzi skladby, a to ve svých začátcích v roce 1986.

## Fakta opísni
Doprovodné vokály zpívá v „Don’t Cry“ frontman skupiny Blind Melon a přítel Axla Rose Shannon Hoon. Ten se objevil i ve videoklipu k písni. Původně měla být „Don’t Cry“ prvním singlem vydaným k připravovaným albům Use Your Illusion I a II, nakonec ji však předstihla skladba „You Could Be Mine“, jejíž vydání bylo naplánováno tak, aby se shodovala s datem uvedení filmu Terminator 2 na trh.
Axl Rose ve videu ze série Making F@#$ing Videos řekl, že píseň je o ženě, která opouští svého přítele. Inspirací byla dívka, se kterou chodil kytarista a spoluautor písně Izzy Stradlin, ale zajímal se o ní i Rose. Když se rozešla se Stradlinem, Rose se do ní zamiloval, a když ho odmítla, začal brečet. Poté, co ho dívka začala utěšovat slovy „Don’t cry“, si sedl k papíru a napsal text.
Tehdejší kytarista Guns N’ Roses Ron Thal během turné k Chinese Democracy hrál instrumentální verzi „Don’t Cry“ jako své kytarové sólo.
Píseň dosáhla 10. místa v Billboard Hot 100 a stala se pátou písní skupiny, které se povedlo se dostat do první desítky tohoto prestižního žebříčku singlů.

## Videoklip
Videoklip k písni líčí námluvy mezi mužem a jeho snoubenkou a jeho emocionální rozpolcenost. I když je natočen v úplně jiném stylu než předchozí klipy Guns N' Roses, bývá považován za jeden z nejlepších z produkce skupiny. Obsahuje například scénu, kdy Slash zabije svoji přítelkyni, když shodí z útesu auto ve kterém spolu jedou a poté i svoji kytaru. Axl Rose později promluvil o velkých emocionálních problémech během natáčení videoklipu kvůli problémům se svou tehdejší láskou Erin Everly.
Kytarista Izzy Stradlin, který je považován za spoluautora písně a v nahrávce hraje intro, v době natáčení klipu zrovna opouštěl kapelu, a tak se na něm nevyskytuje. Dizzy Reed je na okamžik ve videoklipu k vidění s tričkem s nápisem „Where is Izzy???“ – Kde je Izzy?. Axl Rose se v klipu objevil na hlavě s kšiltovkou se znakem baseballového týmu St. Louis Cardinals. Je možné, že čepice odkazuje na proslulý incident, kdy na koncertu v St. Louis Rose skočil do davu fanoušků, aby sebral muži v publiku fotoaparát. V jiném místě se zpěvák objevuje v psychiatrické ordinaci s kšiltovkou kapely Nirvana u nohou. Rose byl velký fanoušek Nirvany a dokonce požádal jejího zpěváka Kurta Cobaina o dvě společná vystoupení během turné k albům Use Your Illusion. Cobain ovšem Guns N’ Roses neměl příliš v lásce a obě nabídky odmítl.

## Seznam skladeb
CD single Geffen 21651
1. „Don’t Cry“ (original) - 4:42
2. „Don’t Cry“ (alt. lyrics) - 4:42
3. „Don’t Cry“ (demo) - 4:42

## Obsazení
- Axl Rose – zpěv
- Slash – kytara
- Izzy Stradlin – doprovodná kytara, doprovodné vokály
- Duff McKagan – basová kytara
- Dizzy Reed – bicí

Dodatoční hudobníci
- Shannon Hoon – doprovodné vokály